# Mosonszentmiklós
Mosonszentmiklós é um município da Hungria, situado no condado de Győr-Moson-Sopron. Tem 30,71 km² de área e sua população em 2015 foi estimada em 2.341 habitantes.